# Papa-filas
O papa-filas foi uma espécie de veículo misto utilizado como alternativa para o transporte público no Brasil durante as décadas de 1950 a 1970. Tratava-se de um misto de ônibus com caminhão, que na verdade era um semi-reboque adaptado puxado por um cavalo mecânico.

## História

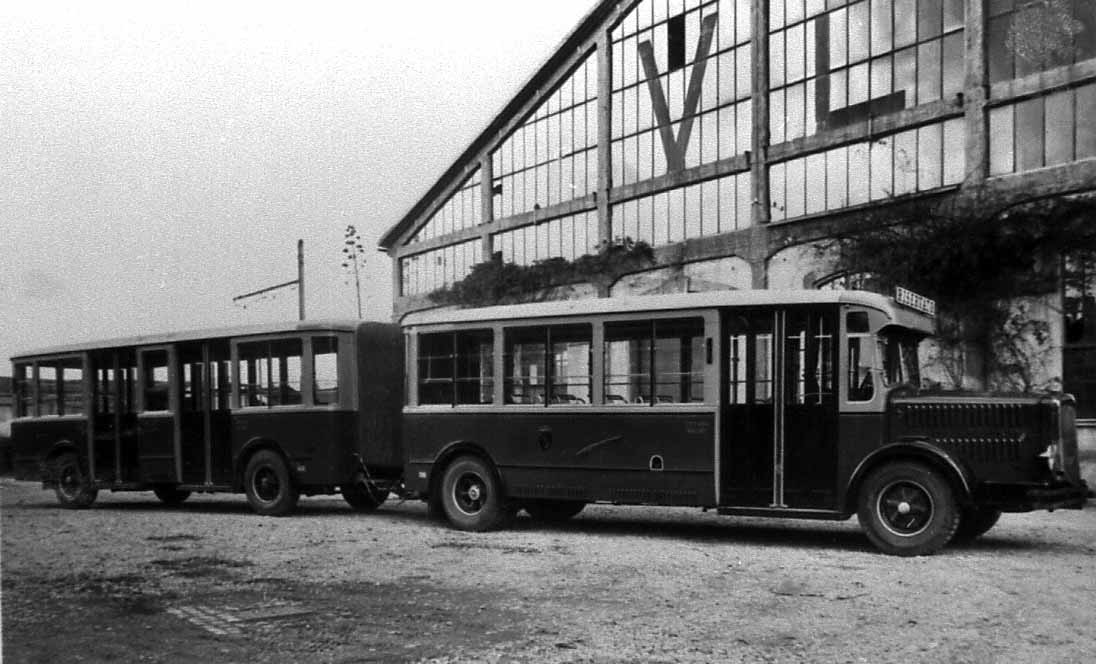
Um dos primeiros "Papa-Filas", construído na Itália na década de 1930.

Originalmente, os primeiros papa-filas surgiram nos Países Baixos em 1924, tendo se espalhado pela Europa e Estados Unidos na década de 1930. 

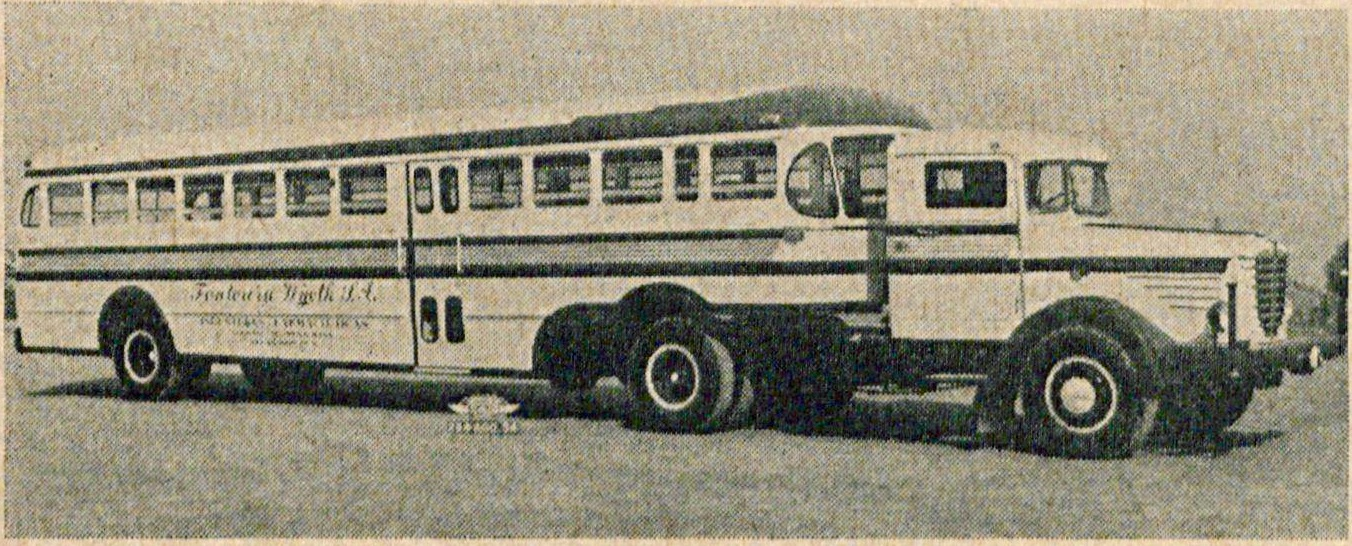
"Papa-filas, construído pela CAIO em 1954 sob chassi fabricado pela empresa Trivellato e com cavalo mecânico alemão Büssing. O exemplar foi construído para atender ao transporte dos funcionários das Indústrias Farmacêuticas Fontoura-Wyeth.

Chegou ao Brasil na segunda metade da década de 1950 para servir como alternativa ao transporte coletivo nas grandes cidades, já que os ônibus não conseguiam suprir a alta demanda de passageiros. Em algumas linhas, os ônibus disponíveis não eram suficientes devido à dimensão reduzida, fazendo com que buscassem por veículos maiores e mais pesados. Além disso, a ideia era também substituir os defasados bondes, meio de transporte ainda usado até então. São considerados os "pais" dos ônibus articulados.

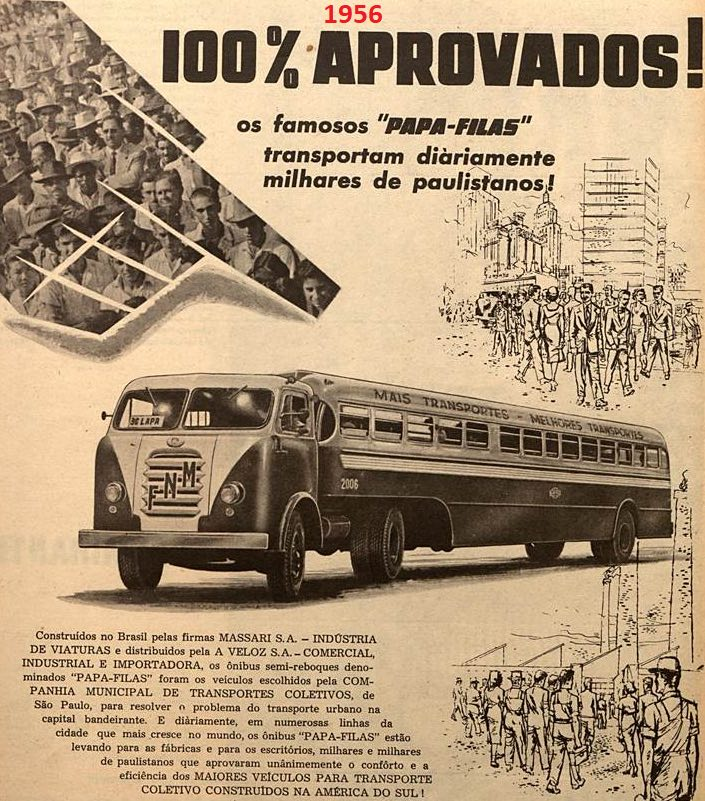
Anuncio de 1956 de um veículo papa-filas, produzido pela FNM em parceria com a Massari

Os primeiros modelos de papa-filas foram produzidos entre 1954 e 1956 pelas empresas Caio e Massari S.A. (fabricante de implementos e carrocerias, fundada em 1953) em parceria com a Fábrica Nacional de Motores (FNM), fabricante estatal de caminhões. A Massari fabricava o chassi do semi-reboque e recebia o encarroçamento de outras empresas, como a Grassi e Cermava. A FNM produzia o caminhão que serviria de cavalo mecânico.
A empresa paulista Companhia Municipal de Transportes Coletivos (CMTC), que costumava inovar e apostava em soluções para o transporte, adquiriu cerca de 50 unidades para circular na capital paulista. Cerca de mais algumas dezenas de unidades foram adquiridas por empresas do Rio de Janeiro e Porto Alegre, entre outras cidades. Os primeiros modelos tinham capacidade para até 60 pessoas sentadas, chegando a ter capacidade máxima de 120 passageiros, maior do que a dos padrões da época. Devido a flexibilidade do chassis, os cavalos mecânicos de outras marcas poderiam ser usados para rebocá-los.
Ao longo dos poucos anos que esteve operando, os papa-filas mostraram suas dificuldades dentro das cidades, não funcionando como esperado. Eram absurdamente lentos, pesados, desconfortáveis e barulhentos. Foram tirados de circulação ainda na década de 1960, porém, em algumas cidades circularam até a década de 1970. Um dos últimos papa-filas foi produzido pela Cermava sob chassi Fruehauf e tracionado por cavalo Mercedes-Benz para a construtora Camargo Corrêa transportar seus empregados nas obras da Usina Hidrelétrica de Ilha Solteira.
Com o fim dos veículos, a Massari investiu na produção de ônibus monoblocos próprios com mecânica da FNM e nos primeiros trólebus e ônibus articulados, que vieram a circular nos anos 70.